# Kalser Bärenkopf
Der Kalser Bärenkopf, auch Kalser Bärenkogel (3079 m ü. A.) ist ein Berggipfel des Muntanitzkamms in der Granatspitzgruppe in Osttirol (Österreich). Er liegt an der Gemeindegrenze von Matrei in Osttirol und Kals am Großglockner.

## Lage
Der Kalser Bärenkopf liegt im nördlichen Teil des Muntanitzkamms zwischen der Oberen Keeswinkelscharte (2942 m ü. A.) im Norden und dem Grauen Törl (2891 m ü. A.) im Süden, wobei die Keeswinkelscharte den Kalser Bärenkopf von der Granatspitze (3086 m ü. A.) und das Graue Törl den Bärenkopf vom Knaudl (2936 m ü. A.) trennt. Der Südwestgrat des Bärenkopfs führt zum benachbarten Schwarzkogel (2866 m ü. A.), im Osten befindet sich der Talschluss des Kalser Dorfertals, westlich das Landeckkees. Der Kalser Bärenkopf besteht aus drei Gipfeln. Neben dem Hauptgipfel besteht am nördlichen Rand des Gipfelplateaus noch der Nordwestgipfel (3037 m ü. A.), an dem im Westen das Prägratkees und im Osten das Granatspitzkees fast bis zum Grat reichen. Im Süden liegt zudem der Südliche Vorgipfel (3060 m ü. A.).

## Aufstiegsmöglichkeiten
Die einfachste Aufstiegsmöglichkeit auf den Kalser Bärenkogel führt vom Kalser Tauernhaus über den Dorfer See bis knapp unter den Kalser Tauern. Danach folgt man dem Silesia Höhenweg in Richtung der Sudetendeutschen Hütte bis über die Felsstufe des Bärenlochs. Nach dem weglosen Aufstieg zum Grauen Törl erfolgt der weitere Aufstieg über den steilen Südgrat und den Südlichen Vorgipfel (UIAA II–III) oder der schwierigsten Stelle nach rechts ausweichend zum Süd- und Hauptgipfel (UIAA I–II). Eine weitere Variante besteht durch den Aufstieg aus dem Landecktal. Hier folgt man von der Felbertauern Straße dem Forstweg zur Landeckalm und rund zwei Kilometer taleinwärts weiter bis zu zwei Bachgräben, in deren Mitte man weiter aufsteigt. Später wechselt man in den linken Graben und gelangt über Steigspuren bis zu einem See (2279 m ü. A.). Der Schlussanstieg erfolgt über die mäßig geneigte Südwestflanke auf den Nordwestgipfel, von dem man zunächst einfach, später jedoch in Gratkletterei (UIAA II) zum Hauptgipfel gelang.
Neben den gängigen Varianten kann der Kalser Bärenkopf auch über die markanten Ostwand bzw. Nordostwand bezwungen werden. Hier bestehen verschiedene Varianten die jedoch Schwierigkeiten zwischen UIAA III- und III+ aufweisen.